# Trélazé
Trélazé je francouzská obec v departementu Maine-et-Loire v regionu Pays de la Loire. V roce 2010 zde žilo 12 384 obyvatel.
Antukový dvorec v městské aréně Loire se stal dějištěm dubnového semifinále světové skupiny Fed Cupu 2016 mezi Francií a Nizozemskem, které francouzské reprezentantky vyhrály 3:2 na zápasy.